# Tony Leone
Antonio Jeremiah „Tony” Leone Larios (ur. 28 kwietnia 2004 w Long Beach) – meksykański piłkarz z obywatelstwem amerykańskim występujący na pozycji środkowego obrońcy, od 2024 roku zawodnik Monterrey.